# 日本推理サスペンス大賞
日本推理サスペンス大賞（にほんすいりさすぺんすたいしょう）は、1988年から1994年にかけて、日本テレビの主催、新潮社の協力により行われた公募新人文学賞である。大賞受賞作品は小説新潮に全文掲載された。
日本テレビが主催から降りたため、第7回をもって終了し、1996年からは新潮社主催の新潮ミステリー倶楽部賞が実施された。

## 受賞作一覧
- 第1回（1988年）
  - 大賞 受賞作なし
  - 優秀作 乃南アサ 「幸福な朝食」
- 第2回（1989年）
  - 大賞 宮部みゆき 「魔術はささやく」
- 第3回（1990年）
  - 大賞 高村薫 「黄金を抱いて翔べ」
  - 佳作 帚木蓬生 「賞の柩」
- 第4回（1991年）
  - 大賞 受賞作なし
  - 佳作 御坂真之 「仮面の生活」（刊行時改題『ダブルキャスト』）
  - 佳作 松浪和夫 「エノラゲイ撃墜指令」
- 第5回（1992年）
  - 大賞 有沢創司 「ソウルに消ゆ」
- 第6回（1993年）
  - 大賞 受賞作なし
  - 優秀作 天童荒太 「孤独の歌声」
- 第7回（1994年）
  - 大賞 受賞作なし
  - 優秀作 安東能明 「褐色の標的」（刊行時改題『死が舞い降りた』）
  - 佳作 吉田直樹 「ラスト・イニング」
  - 佳作 森山清隆 「回遊魚の夜」

第7回をもって終了となった。

## 歴代選考委員
- 第1回から第3回 逢坂剛、佐野洋、椎名誠、高見浩、連城三紀彦
- 第4回から第7回 逢坂剛、佐野洋、椎名誠、島田荘司、高見浩